# Bray-et-Lû
Pour les articles homonymes, voir Bray et LU.
Bray-et-Lû est une commune française située dans le département du Val-d'Oise, en région Île-de-France. Ses habitants sont appelés les Braylusiens.

## Géographie

### Localisation
La commune se situe à environ 70 kilomètres au nord-ouest de Paris, dans la vallée de l'Epte, rivière formant frontière depuis 911 avec la Normandie.
La commune est traversée par la ligne de chemin de fer de Gisors à Pacy-sur-Eure, aujourd'hui désaffectée, avec un arrêt en gare de Bray-Écos.
Une partie de son histoire économique est assise sur l'implantation déjà ancienne d'une fonderie spécialisée dans les métaux non ferreux (ici le zinc), d'un groupe multinational avec  capitaux belges Umicore (la fonderie s'appelait Vieille Montagne dans le passé). Cette unité de production emploie encore aujourd'hui près de 180 salariés.
C'est dans cette ville que l'Aubette de Magny termine son parcours et se jette dans l'Epte.

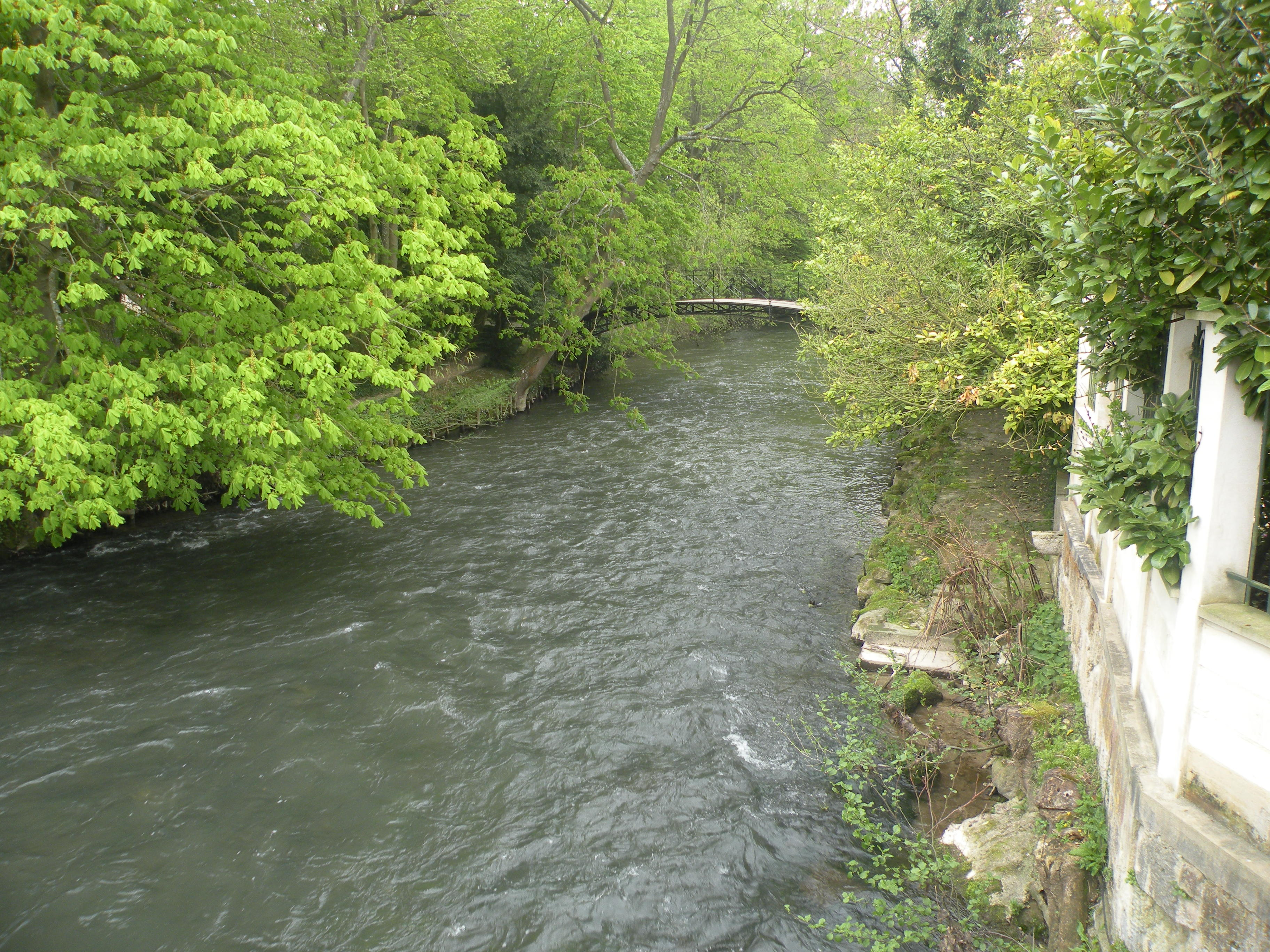
L'Epte.

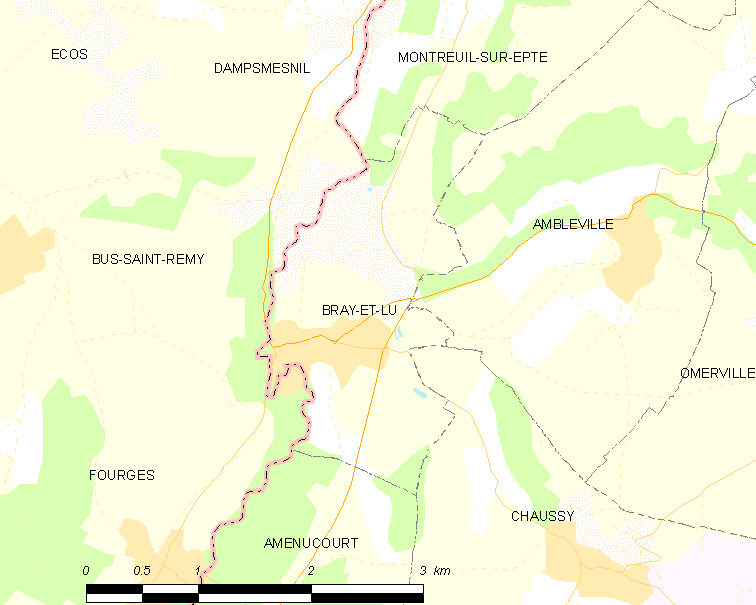
Carte de la commune.
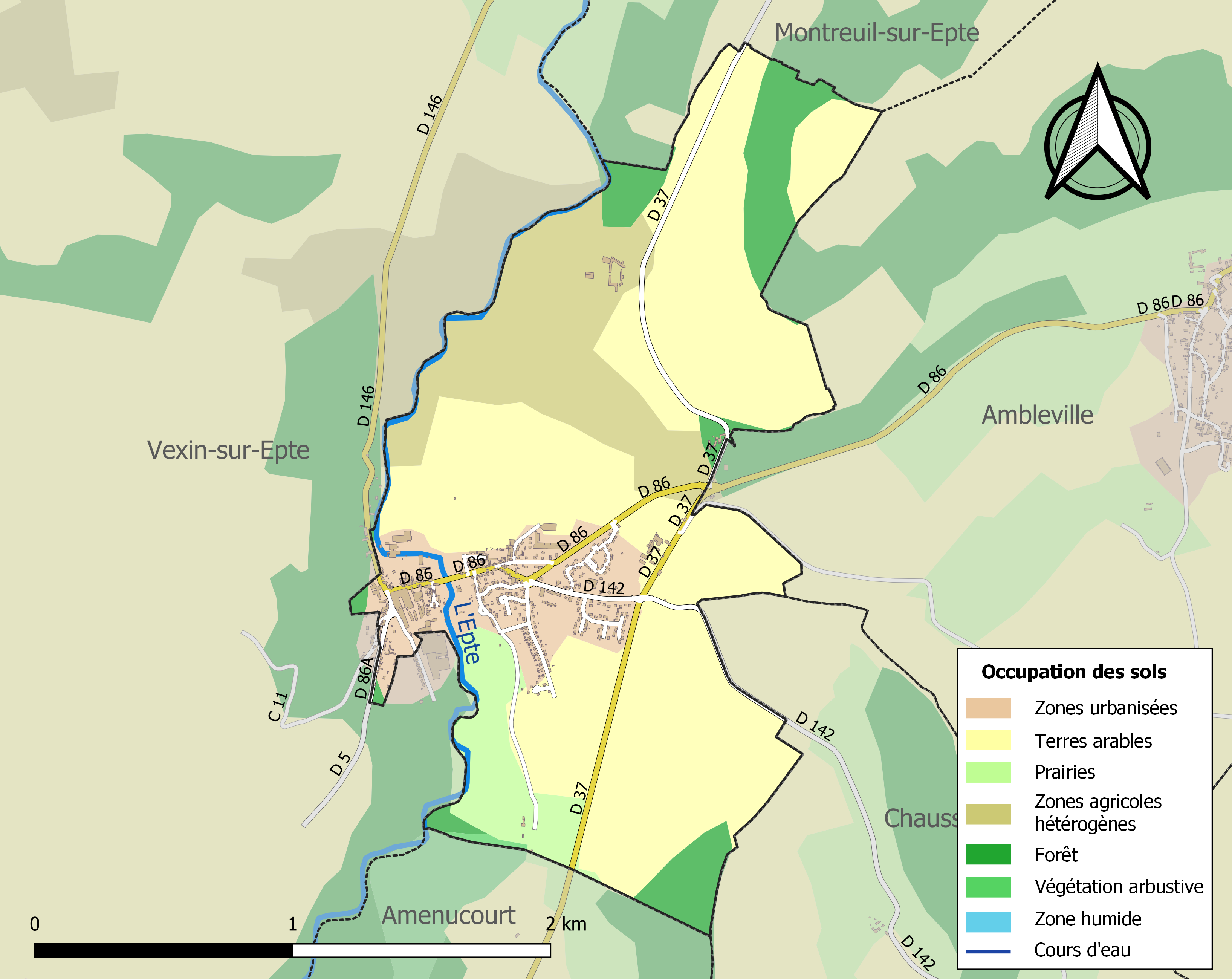
Occupation des sols.

### Communes limitrophes
| Vexin-sur-Epte (ex-Dampsmesnil, Eure)    | Montreuil-sur-Epte | Ambleville |
| Vexin-sur-Epte (ex-Bus-Saint-Rémy, Eure) | Bray-et-Lû         |            |
|                                          | Amenucourt         | Chaussy    |

### Climat
Pour des articles plus généraux, voir Climat de l'Île-de-France et Climat du Val-d'Oise.
En 2010, le climat de la commune est de type climat océanique dégradé des plaines du Centre et du Nord, selon une étude du CNRS s'appuyant sur une série de données couvrant la période 1971-2000. En 2020, Météo-France publie une typologie des climats de la France métropolitaine dans laquelle la commune est exposée à un climat océanique et est dans la région climatique Sud-ouest du bassin Parisien, caractérisée par une faible pluviométrie, notamment au printemps (120 à 150 mm) et un hiver froid (3,5 °C).
Pour la période 1971-2000, la température annuelle moyenne est de 11 °C, avec une amplitude thermique annuelle de 14,4 °C. Le cumul annuel moyen de précipitations est de 673 mm, avec 11,6 jours de précipitations en janvier et 7,9 jours en juillet. Pour la période 1991-2020, la température moyenne annuelle observée sur la station météorologique la plus proche, située sur la commune d'Étrépagny à 19 km à vol d'oiseau, est de 11,3 °C et le cumul annuel moyen de précipitations est de 774,0 mm,. Pour l'avenir, les paramètres climatiques de la commune estimés pour 2050 selon différents scénarios d'émission de gaz à effet de serre sont consultables sur un site dédié publié par Météo-France en novembre 2022.

## Urbanisme

### Typologie
Au 1er janvier 2024, Bray-et-Lû est catégorisée bourg rural, selon la nouvelle grille communale de densité à sept niveaux définie par l'Insee en 2022.
Elle est située hors unité urbaine. Par ailleurs la commune fait partie de l'aire d'attraction de Paris, dont elle est une commune de la couronne,. Cette aire regroupe 1 929 communes,.

## Toponymie
Bray : d'un mot gaulois braium, signifiant « marécageux ».

De l'oïl brai « boue, fange, marais », du Gaulois *bracu ( plus exactement *brakus, brakōs) qui a d’abord désigné un « fond de vallée humide » puis un « marais ».
Lû vient de « lût », « lutium », signifiant « boue »[réf. nécessaire].

## Histoire
Le menhir de La Pierre-Fiche, disparu, était l'un des plus anciens témoins de l'occupation de la localité.
Les historiens s'accordent sur le fait que l'origine de Bray doit être fort ancienne par suite de sa situation favorable dans la vallée de l'Epte. Ils supposent également que le village, situé aux confins de la Normandie, dut être ravagé bien souvent dans les luttes si longues entre la France et de l'Angleterre. Il y avait en effet trois forteresses féodales : celle de Lû, qui fut transformée en habitation, celle de Bray, située à la pointe de l'île et celle de Baudemont située au sommet d'un rocher.
Les seigneurs de Bray, d'Aincourt et de Saint-Clair participent à la conquête normande de l'Angleterre de Guillaume le Conquérant. On trouve d'ailleurs, dans une charte signée par Guillaume et plusieurs hauts personnages le nom de Guillaume de Bray. Avant le combat de Brenneville, Louis VI avait confié la défense des Andelys à quatre de ses plus braves compagnons: Godefroy de Serans, Baudry de Bray, Enguerrand de Trie et Albert de Boury.
Bray dépendait autrefois de la baronnie de Baudemont, qui se trouva un temps sous domination anglo-normande, tandis que Lû était une seigneurie indépendante.
Au XIIe siècle, Bray était une ville qui eut une maladrerie et un marché, et où l'on a trouvé des tombes en pierre. En 1147, son église appartenait à l'abbaye de Thiron.
Le château de Bray fut le refuge des religieuses de Villarceaux pendant la Révolution française.
Bray-et-Lû était le lieu de séjour privilégié du peintre abstrait Pierre Tal Coat et du poète Paul Éluard, qui y séjournaient régulièrement.
Charles-Ferdinand de Brossard de Runneval, ancien garde du corps de « Monsieur » (Louis XVIII), c'est-à-dire le frère du roi Louis XVI a vécu dans la commune. Devenu maire de Bray-et-Lû, il conserve son poste pendant cinquante-deux ans. Sa stèle, qui reprend des motifs de tombeaux romains, est typique de l'architecture funéraire du début du XIXe siècle.

## Politique et administration
| Période                                  | Période      | Identité               | Étiquette | Qualité                                            |
| ---------------------------------------- | ------------ | ---------------------- | --------- | -------------------------------------------------- |
| Les données manquantes sont à compléter. |              |                        |           |                                                    |
| 1989                                     | octobre 1998 | Jacques Watteau        | PCF       |                                                    |
| novembre 1998                            | En cours     | Corine Drolon-Beaufils | PS        | Cadre hospitalier Réélue pour le mandat 2020-2026, |

## Population et société

### Démographie
L'évolution du nombre d'habitants est connue à travers les recensements de la population effectués dans la commune depuis 1793. Pour les communes de moins de 10 000 habitants, une enquête de recensement portant sur toute la population est réalisée tous les cinq ans, les populations de référence des années intermédiaires étant quant à elles estimées par interpolation ou extrapolation. Pour la commune, le premier recensement exhaustif entrant dans le cadre du nouveau dispositif a été réalisé en 2008.

En 2022, la commune comptait 957 habitants, en évolution de +0,31 % par rapport à 2016 (Val-d'Oise : +4 %, France hors Mayotte : +2,11 %).
| 1793 | 1800 | 1806 | 1821 | 1831 | 1836 | 1841 | 1846 | 1851 |
| ---- | ---- | ---- | ---- | ---- | ---- | ---- | ---- | ---- |
| 144  | 93   | 153  | 132  | 167  | 164  | 215  | 262  | 248  |

| 1856 | 1861 | 1866 | 1872 | 1876 | 1881 | 1886 | 1891 | 1896 |
| ---- | ---- | ---- | ---- | ---- | ---- | ---- | ---- | ---- |
| 246  | 291  | 268  | 288  | 313  | 373  | 376  | 370  | 395  |

| 1901 | 1906 | 1911 | 1921 | 1926 | 1931 | 1936 | 1946 | 1954 |
| ---- | ---- | ---- | ---- | ---- | ---- | ---- | ---- | ---- |
| 388  | 414  | 422  | 440  | 501  | 469  | 447  | 399  | 505  |

| 1962 | 1968 | 1975 | 1982 | 1990 | 1999 | 2006 | 2008 | 2013 |
| ---- | ---- | ---- | ---- | ---- | ---- | ---- | ---- | ---- |
| 525  | 589  | 613  | 521  | 713  | 753  | 911  | 956  | 959  |

| 2018 | 2022 | - | - | - | - | - | - | - |
| ---- | ---- | - | - | - | - | - | - | - |
| 961  | 957  | - | - | - | - | - | - | - |

## Culture locale et patrimoine

### Lieux et monuments
- Église Notre-Dame (de), place de l'Église[26]
- Ancien château, aujourd'hui maison de retraite
- La villa de Bourjolly (1850), aujourd'hui restaurant.
- Croix de l'ancienne maladrerie, au carrefour RD 37 / RD 142 à l'entrée est du village
- Ferme du domaine de Lû, dans l'écart du même nom
- Ancien séchoir à houblon, domaine de Lû
- Ancienne scierie, au hameau de Pont-Rû
- Un collège a ouvert ses portes à la rentrée de 2005.

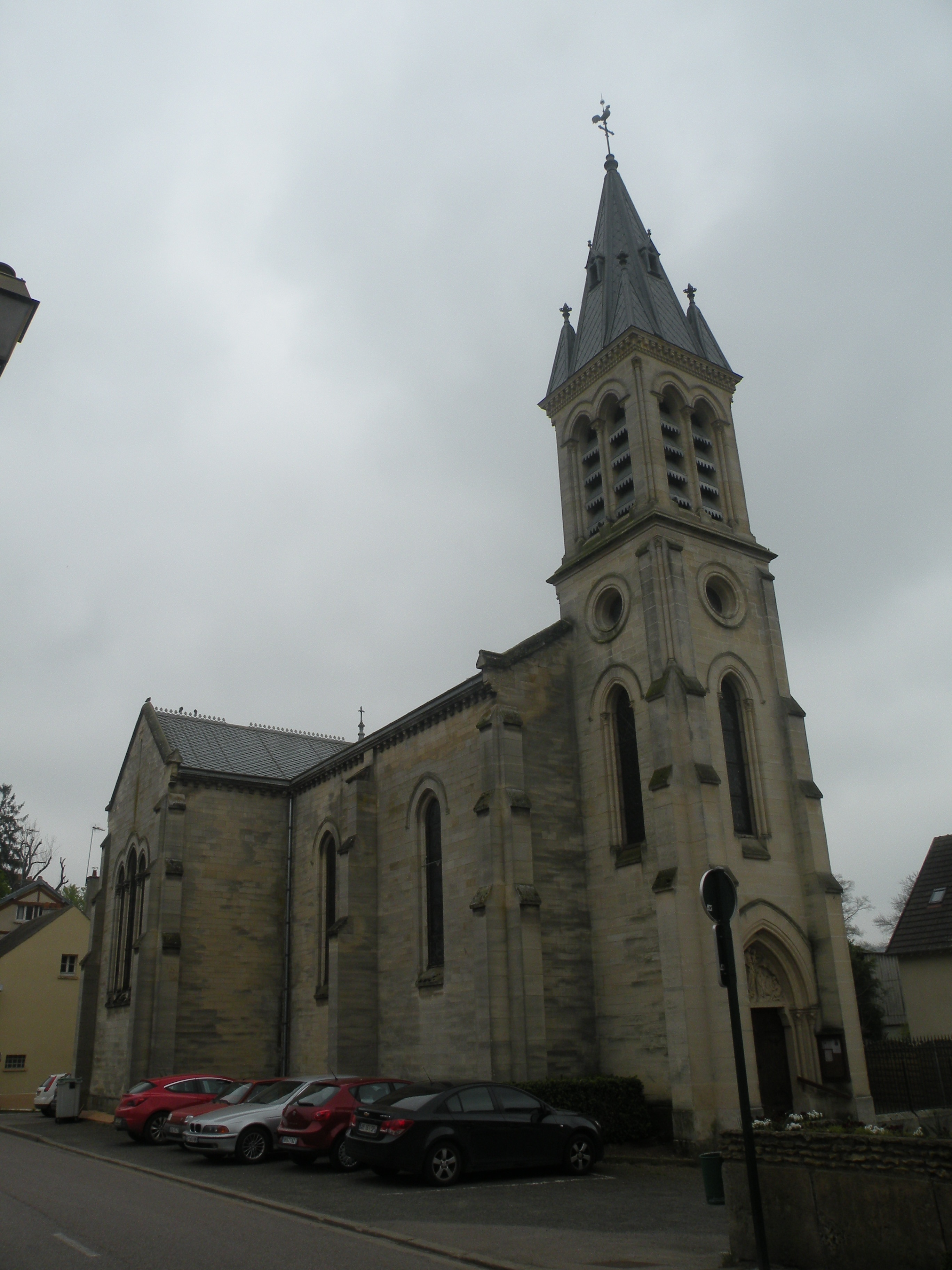
L'église Notre-Dame.
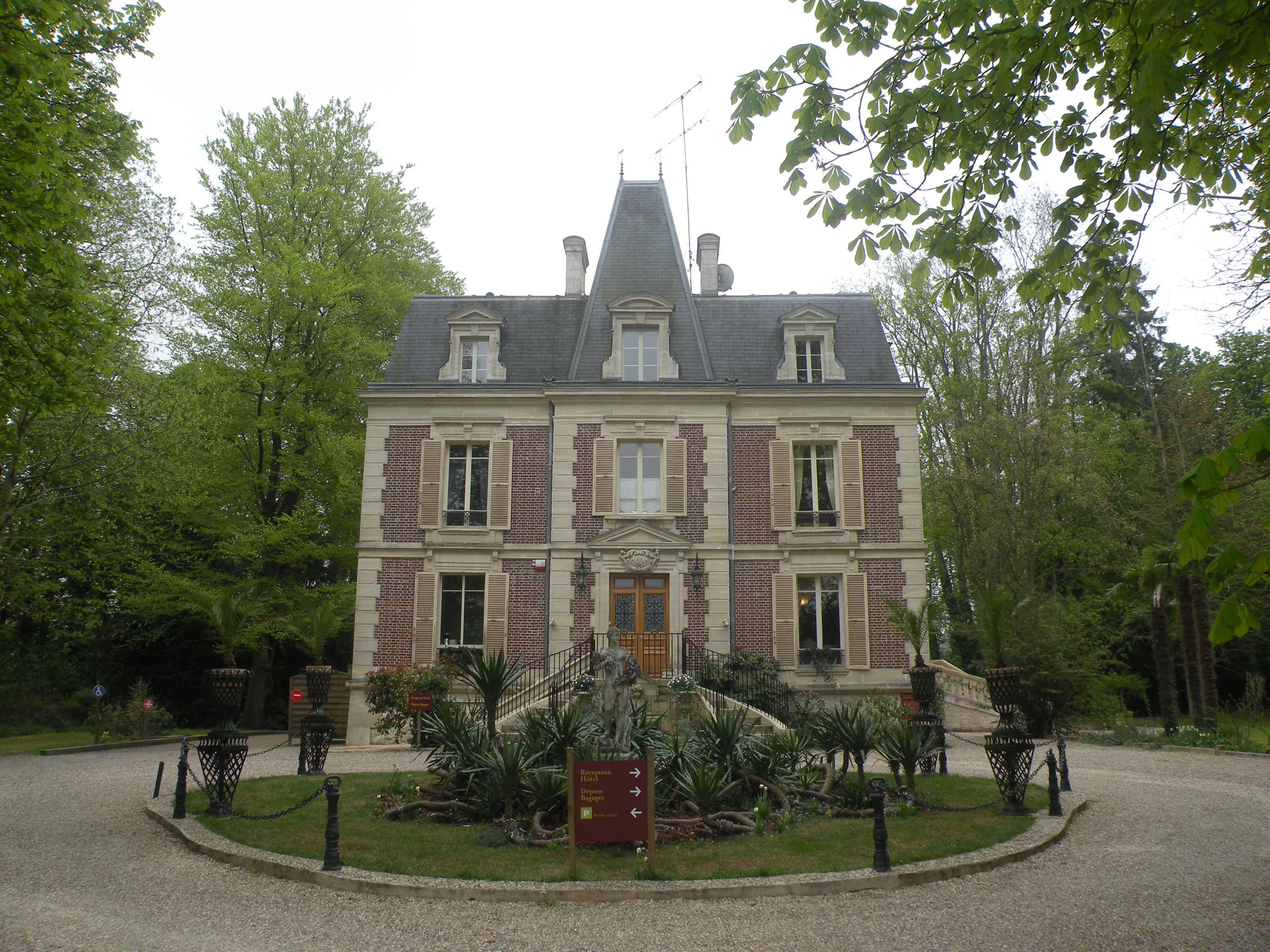
La villa de Bourjolly.
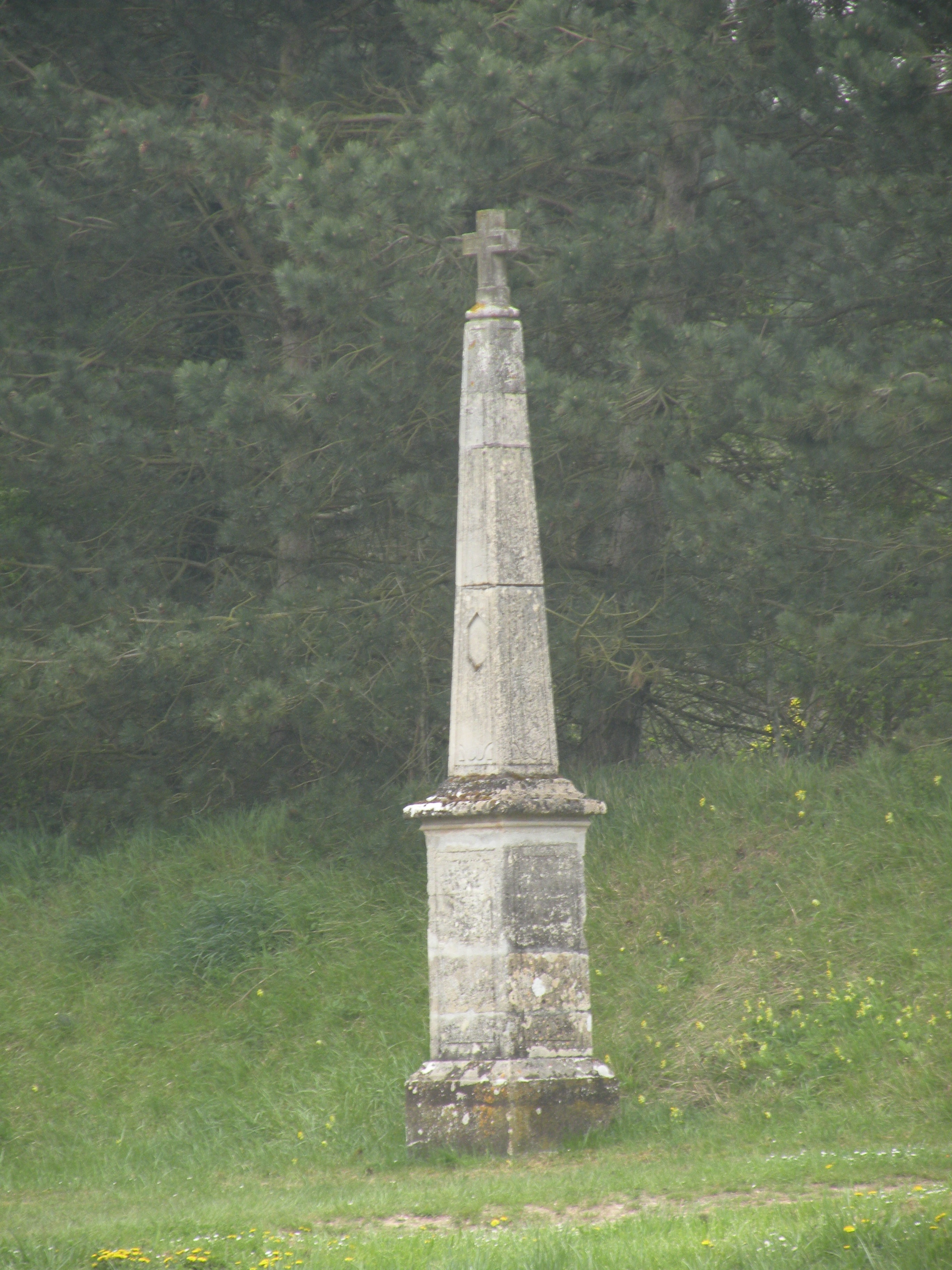
Croix de la maladrerie.

### Bray-et-Lû dans les arts
Certaines scènes du tournage de la célèbre trilogie de la 7e Compagnie, réalisée dans les années 70 par Robert Lamoureux, furent filmées à Bray-et-Lû. Et selon les documents de l'époque, beaucoup de figurants étaient originaires des environs. Un pont a servi de modèle à l'usage d'une scène où il est pétardé. L'ouvrage bien réel est celui de Bray-et-Lû, qui enjambe l'Epte[réf. nécessaire]

### Héraldique
| Blason de Bray-et-Lû | Blason  | Parti : au premier de gueules aux deux léopards d'or armés et lampassés d'azur passant l'un sur l'autre, au second de sable à la roue de moulin aussi d'or surmontée de la lettre Z capitale d'argent ; à la vergette ondée du même brochant sur la partition. |
| Blason de Bray-et-Lû | Détails | |